# علی‌آباد سجادی
علی‌آباد سجادی، روستایی در دهستان برج اکرم بخش مرکزی شهرستان فهرج در استان کرمان ایران است.

## جمعیت
بر پایه سرشماری عمومی نفوس و مسکن در سال ۱۳۹۵، جمعیت این روستا برابر با ۵۳۳ نفر (۱۳۱ خانوار) بوده‌است.